# Periscyphops triarticulatus
Periscyphops triarticulatus är en kräftdjursart som beskrevs av Franz Martin Hilgendorf1893. Periscyphops triarticulatus ingår i släktet Periscyphops och familjen Eubelidae. Inga underarter finns listade i Catalogue of Life.